# Ordnungstherapie
Ordnungstherapie ist ein Oberbegriff für eine Reihe von Therapien in der europäischen Naturheilkunde, vor allem in der Kneipp-Medizin und in der Ernährungsmedizin. Das Prinzip ist die Vorbeugung und Behandlung von Krankheiten durch Veränderung der Lebensweise hin zu einer gesunden und natürlichen bzw. naturnahen Lebensweise des Patienten.
Ordnungstherapeutische Interventionen zielen somit auf die Wiedererlangung des Gespürs für die natürlichen Bedürfnisse des eigenen Organismus sowie auf die Vermittlung von Strategien zur Gestaltung des Lebens(stils) unter Berücksichtigung dieser Ordnungsprinzipien. Die Ordnungstherapie gehört neben der Pflanzenheilkunde, der Hydrotherapie, der Physiotherapie und der Ernährungstherapie zu den 5 Säulen der Kneipp-Medizin.
Ordnungstherapie darf nicht mit dem Ordnungsprinzip der Homöopathie verwechselt werden, zu dem es keine Schnittstellen gibt. Auch die Psychotherapie von Unordnung oder desorganisiertem Verhalten (wie z. B. beim Messie-Syndrom oder ADHS) wird nicht als Ordnungstherapie bezeichnet.

## Historisches
Lebensstilmodifizierende medizinische Ansätze haben ihren Ursprung bereits in der Antike, etwa im Sinne des altgriechischen δίαιτα díaita. Sie erlebten einen Aufschwung in der europäischen Naturheilkunde durch Reformbewegungen zur Zeit der industriellen Revolution. Prägend war in Deutschland Sebastian Kneipp, für den schon früh die Erhaltung der „Ordnung“ im Leben ein zentrales Thema für Therapie und Gesundheit war:

„Erst als ich daran ging, Ordnung in die Seelen meiner Patienten zu bringen, hatte ich vollen Erfolg“

Ähnlich wie die moderne Verhaltensmedizin wollte Kneipp die Patienten zu Experten ihres Lebens machen. Der Begriff Ordnungstherapie wurde bereits von Kneipp selbst verwendet. Maximilian Bircher-Benner etablierte den Begriff Ordnungstherapie ab 1938 weiter. In den folgenden Jahrzehnten etablierte sich der Begriff neben der Ernährungsmedizin vor allem in den klassischen Naturheilverfahren.

## Elemente und Definition
Unter dem Begriff Ordnungstherapie als Oberbegriff werden verschiedene Modelle und Methoden zusammengefasst. Kernelemente sind eine Modifikation des Lebensstils, die Aktivierung von Ressourcen und die Stärkung der Selbstregulationsfähigkeit und Selbstwirksamkeitserwartung. Fachkenntnisse in Ordnungstherapie sind wesentliche Ausbildungsinhalte zur Erlangung der Zusatzbezeichnung ärztliche Naturheilverfahren. Es ergeben sich breite Schnittstellen zu schulmedizinischen Ansätzen in der Verhaltensmedizin, Schlafhygiene, Chronobiologie, Stressregulationsverfahren und Psychohygiene. Ordnungstherapie schließt als Technik häufig die motivierende Gesprächsführung ein und kann als eine Form der Psychoedukation verstanden werden.

## Wirksamkeit von Ordnungstherapie aus schulmedizinischer Perspektive
Aus Perspektive der evidenzbasierten Medizin kann die kneippsche Ordnungstherapie als wirksam und gut empirisch abgesichert gelten. Obwohl es nur wenige Studien gibt, die sich isoliert mit der 'Ordnungstherapie' befassen, ist deren Kernelement, eine moderate Modifikation von Lebensstilfaktoren, für zahlreiche insbesondere chronische Erkrankungen empirisch abgesichert durch umfangreiche Studien. Auch sind Effekte von Lebensstilmodifikation auf das Wohlbefinden und die Lebenserwartung belegt. Motivationale Gesprächsführung und empathische Konfrontation sind schulmedizinisch wirksame Methoden. Studien zu Modifikationen des Lebensstils zeigen gute Effektstärken bei angewandten Methoden wie Chronomedizin, Schlafhygieneregeln, moderatem Alkoholkonsum und gesunder Ernährung sowie (in Bezug auf psychische Gesundheit) durch Yoga und Qigong.
Eine wechselseitige Wirkverstärkung zwischen den verschiedenen Ansätzen, wie beispielsweise körperlicher Fitness, Hydrotherapie und gesunder Ernährung, wurde bereits von Kneipp selbst vermutet und kann durch moderne Studien als empirisch abgesichert angesehen werden.